# Laitasaari (ö i Norra Karelen, Joensuu, lat 62,91, long 30,77)
Laitasaari är en ö i Finland. Den ligger i sjön Koitere och i kommunen Ilomants i den ekonomiska regionen  Joensuu ekonomiska region  och landskapet Norra Karelen, i den sydöstra delen av landet, 400 km nordost om huvudstaden Helsingfors. Öns area är 73,6 hektar och dess största längd är 1,6 kilometer i nord-sydlig riktning.